# Iko jezik
Iko jezik (ISO 639-3: iki), nigersko-kongoanski jezik uže skupine cross river, kojim govori oko 5 000 ljudi (1988) u nigerijskoj državi Akwa Ibom, u tri sela u LGA Ikot Abasi.
Iko se klasificira kao posebna istoimena podskupina šire skupine obolo

## Vanjske poveznice
- Ethnologue (14th)
- Ethnologue (15th)